# Rio Cocaz
O Rio Cocaz é um rio da Romênia, afluente do Bârnaru, localizado no distrito de Suceava.